# Hypogonadismus
Hypogonadismus bezeichnet eine endokrine Funktionsstörung der Gonaden (Keimdrüsen). Am häufigsten wird damit der Hypogonadismus (die Gonadeninsuffizienz) des Mannes (männlicher Hypogonadismus), also die fehlende oder verminderte hormonelle Aktivität des Hodens, gemeint. Ein weiblicher Hypogonadismus ist durch mangelnde Östrogen- bzw. Progesteronproduktion (fehlende Ovulation bzw. fehlende Corpus-luteum-Bildung) charakterisiert.

## Einteilung
Die Einteilung des Hypogonadismus erfolgt nach der zugrunde liegenden Störung.
- hypergonadotroper Hypogonadismus: Hier liegt die Störung auf der Ebene der Keimdrüsen (Gonaden, also Eierstöcke und Hoden). Trotz ausreichender Stimulation durch die übergeordneten Hormonzentren produzieren Eierstöcke oder Hoden zu wenig Hormone oder Gameten. Typische angeborene Störungen sind beim Mann das Klinefelter-Syndrom und bei der Frau das Turner-Syndrom. Der hypergonadotrope Hypogonadismus wird auch als primärer Hypogonadismus bezeichnet.
- hypogonadotroper Hypogonadismus: Aufgrund einer Störung der übergeordneten Zentren werden zu wenig der Hormone produziert, welche die Gonaden steuern. Die Störung liegt also in der Hypophyse oder dem Hypothalamus. Aufgrund des Mangels dieser Hormone werden Hoden oder Eierstöcke zu wenig stimuliert, sind aber prinzipiell funktionsfähig. Typische Erkrankungen sind Hypophysenadenome oder angeborene Störungen wie z. B. das Kallmann-Syndrom, ferner eine direkte Schädigung des Hypophysenvorderlappens bei Hämochromatose. Ein hypogonadotroper Hypogonadismus wird auch als sekundärer Hypogonadismus bezeichnet, wenn die Störung in der Hypophyse liegt, und als tertiärer Hypogonadismus, wenn die Störung im Hypothalamus liegt (z. B. Hämochromatose (Eisenüberladung) als Ursache eines hypogonadotropen Hypogonadismus durch Ablagerungen in der Hypophyse)[1].

## Symptome
Das wichtigste Leitsymptom eines Hypogonadismus ist die Einschränkung oder gar Verlust von Libido und Potenz. Betroffene klagen dabei über ein unerfülltes Sexualleben. Hinzu kommt eine Reihe unspezifischer Symptome, die sich im Grunde unterschiedlichen Erkrankungen zuordnen lassen könnte. So klagen die Patienten über Müdigkeit, Schwäche und Antriebslosigkeit. Ferner ist das Risiko für Übergewicht erhöht. Die Unterfunktion der Hoden führt zu Androgenmangel mit je nach Lebensalter unterschiedlichen Auswirkungen und eventuell zur verminderten oder fehlenden Zeugungsfähigkeit (Infertilität).
Hypogonadismus in der Kindheit führt zum Ausbleiben der Pubertät (so genannter Eunuchismus). Tritt der Hypogonadismus erst im Erwachsenenalter auf, kommt es unter anderem zu einer Rückbildung der primären und sekundären Geschlechtsmerkmale und zu Fertilitätsstörungen. Häufig ist auch die Ausbildung einer Osteoporose.

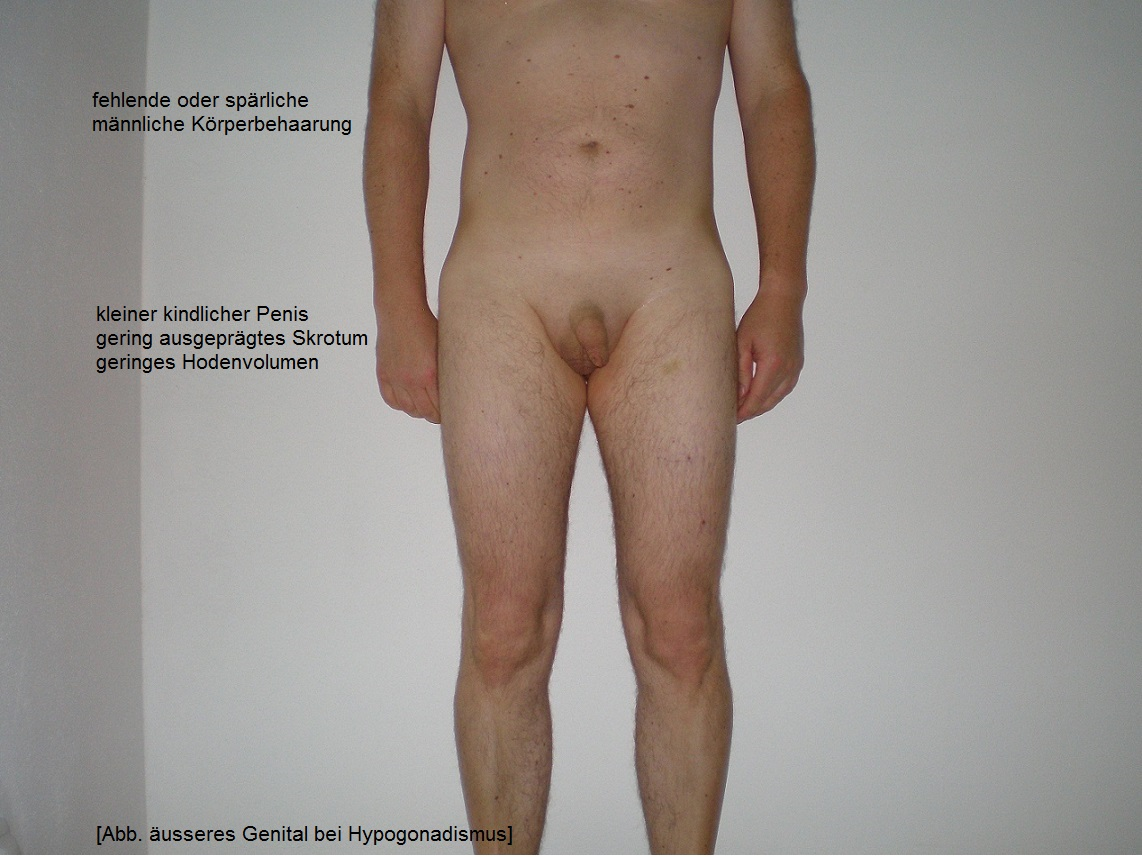
Abbildung eines Mannes mit Rückbildung der primären und sekundären Geschlechtsmerkmale

## Hypogonadismus des alternden Mannes
Der Hypogonadismus des alternden Mannes (Late-onset-Hypogonadismus, „Klimakterium virile“) wird auf die nachlassende Hodenfunktion im Alter zurückgeführt. Er ist durch erniedrigte Testosteronwerte und die damit in Verbindung stehenden Störungen charakterisiert. Die Störungen sind u. a.
- Abnahme der Libido bis hin zu deren Verlust
- Abnahme der Vitalität
- erektile Dysfunktion
- Reduktion der Muskelmasse
- Reduktion der Knochendichte
- Anämie
- weitgehende Anosmie (Verlust des Geruchssinns) und
- depressive Entwicklung[2]

## Im Rahmen von Syndromen
Hypogonadismus (früher zum Teil als „Eunuchoidismus“ bezeichnet) kann auch im Rahmen von Syndromen auftreten:
- Alström-Syndrom
- Ektodermale Dysplasie Typ Berlin (Leukomelanodermie-Infantilismus-Intelligenzminderung-Hypodontie-Hypotrichose-Syndrom)[4]
- Diamond-Blackfan-Syndrom
- Chondrodysplasia punctata durch X-chromosomale Deletion
- Kallmann-Syndrom
- Klinefelter-Syndrom
- Mengel-Konigsmark-Berlin-McKusick-Syndrom (Schallleitungsschwerhörigkeit – Fehlbildungen des äußeren Ohres)[5]
- Perrault-Syndrom
- Reifenstein-Syndrom
- Richards-Rundle-Syndrom
- Swyer-Syndrom
- Wermer-Syndrom

## Therapie
Bei behandlungsbedürftiger Symptomatik stehen Testosteronpräparate mit unterschiedlicher Galenik zur Verfügung. Die Diagnose erfolgt über klinische und labormedizinische Tests. Liegt der Testosteronspiegel unter einem Wert von 12 nmol/l, ist eine Testosteron-Ersatztherapie angezeigt. Inzwischen gibt es verschiedene Darreichungsformen für einen Testosteron-Ersatz: Tabletten, Spritzen oder Gele. Letztere etablieren sich derzeit als die „natürlichste“ Variante. Sie werden immer am frühen Morgen aufgetragen, wenn auch der natürliche Testosteron-Spiegel beim Mann am höchsten ist. Die Dosierung wird von vielen Patienten mit einem Gel am einfachsten und angenehmsten empfunden. Beim alternden Mann hingegen wird eine Testosteronersatztherapie nicht empfohlen, da deren Wirksamkeit nicht bewiesen ist und sie mit Risiken verbunden sein könnte.

## Prognose
Hypogonadismus lässt sich in der Regel gut behandeln. Aktuell liegt Evidenz vor, dass sich die Beschwerden der Betroffenen durch die Therapie verbessern und auch das Risiko für eine Osteoporose verringert werden kann. Eine Metaanalyse hat ergeben, dass eine Hormonersatztherapie möglicherweise auch das Risiko, eine Adipositas zu entwickeln, senken kann.